# Центр по усиновленню дітей
Центр по усиновленню дітей — колишній структурний підрозділ при Міністерстві освіти і науки України; державна установа, яка сприяла влаштуванню дітей-сиріт і дітей, позбавлених батьківського піклування, в сім'ї громадян та іноземців шляхом усиновлення.

## Історія
Центр було створено відповідно до постанови Кабінету Міністрів України від 30 березня 1996 року № 380 «Питання Центру по усиновленню дітей при Міністерстві освіти».
У 2006 році Центр було ліквідовано і замість нього створено Державний департамент з усиновлення та захисту прав дитини як урядовий орган державного управління.

## Завдання
Головними завданнями Центру було:
- координація діяльності відповідних органів і служб з питань усиновлення, опіки і піклування, охорони дитинства згідно із законодавством;
- форму банку даних про дітей-сиріт і дітей, позбавлених батьківського піклування, а також банку даних на осіб, які бажають усиновити дітей, створення механізму їх централізованого обліку;
- забезпечення переважного права передачі дітей на усиновлення громадянам України згідно з чинним законодавством;
- сприяння виконанню Україною зобов'язань, передбачених Конвенцією ООН про права дитини та іншими міжнародними договорами України з питань усиновлення, опіки і піклування;
- підготовка для подання Верховній Раді України, Уряду інформації про стан додержання законодавства щодо опіки і піклування, усиновлення дітей-сиріт і дітей, які залишилися без опіки (піклування) батьків, громадянами України та іноземцями.

## Керівники
- Тамара Кунько (1996—2002)[3];
- Ольга Парієнко (2002—2003)[3].
- Євгенія Чернишова (2003—2006).